# ژان-پیر ملویل
ژان-پیِر مِلویل (به فرانسوی: Jean-Pierre Melville) با نام اصلی ژان-پیِر گرومباخ (زاده ۲۰ اکتبر ۱۹۱۷ – درگذشته ۲ اوت ۱۹۷۳) فیلمساز و کارگردان مشهور فرانسوی بود که از بزرگ‌ترین کارگردانان فرانسه شناخته می‌شود. به گفته خودش، در مصاحبه با روی نوگی یرا، سه نویسنده آمریکایی او را تحت تأثیر قرار داده بودند: ادگار آلن پو، جک لندن و هرمان ملویل. او نامش را به دلیل علاقه به نویسندهٔ آمریکایی هرمان ملویل به ملویل تغییر داد.
فیلم‌های ملویل معمولاً کم دیالوگ همراه با سکانس‌های طولانی است و صدا کارکردِ دراماتیکی در آثارش دارد. او تبحر خاصی در فیلم‌های جنگی و نوآر داشت و از افراد تأثیرگذار بر موج نوی فرانسه بود. هرچند که خودش علاقه‌ای به پیروی از موج نوی فرانسه نداشت.
رویکرد پراکندهٔ اگزیستانسیالیستی اما شیک او به فیلم‌های نوآر و بعداً فیلم‌های نئونوآر، که بسیاری از آنها در درام‌های جنایی بودند، بر نسل‌های آینده فیلم‌سازان بسیار تأثیرگذار بوده‌است. راجر ایبرت از او به عنوان یکی از بزرگ‌ترین کارگردانان تاریخ یاد کرده‌است.

## زندگی
ژان پیر گرومباخ به سالِ ۱۹۱۷ در پاریس، توسط پدر و مادر یهودی آلزاسیاییاش، برته و ژول گرومباخ، به دنیا آمد و بزرگ شد. پدرش تاجر پارچه بود. گرومباخ در ۱۷ سالگی مدرسه را ترک کرد و به عنوان پیک و سپس عکاس عروسی کار کرد. در سال ۱۹۳۷ به حزب کمونیست پیوست، اما در سال ۱۹۳۹ به دلیل پیمان هیتلر و استالین از حزب خارج شد.
گرومباخ پس از سقوط فرانسه در سال ۱۹۴۰ در طول جنگ جهانی دوم، برای مقابله با نازی‌های آلمانی که کشور را اشغال کرده بودند، وارد مقاومت فرانسه شد و همان موقع نام جنگی ملویل را برای خود برگزید. برادرش ژاک و خواهرش ژانین نیز به مقاومت پیوستند. برادر ملویل، ژاک، بر اثر اصابت گلوله کشته شد و ملویل تا پایان دوره اشغال نازی‌ها خبری از او دریافت نکرده بود. ملویل به مدت دو سال در ارتش آزاد فرانسه خدمت کرد، عمدتاً در توپخانه. او و واحدش به ایتالیا فرستاده شدند و ملویل در نبرد مونت کازینو جنگید.
زمانی که از جنگ برگشت، برای دستیار کارگردانی درخواست مجوز داد، اما رد شد. بدون این حمایت، او تصمیم گرفت به شیوه شخصی خودش کارگردانی را شروع کند و همچنین از ملویل به عنوان نام هنری خود استفاده کرد. او موفق شد استودیوی شخصی خود را تأسیس کند اما در ۲۹ ژوئن ۱۹۶۷، استودیو و آپارتمان ملویل در آتش سوخت. آرشیو شخصی عکس‌ها و فیلمنامه‌های او نابود شد.
او موفق شد آثار شاخص نوآر مینیمالیستی‌ای مثل کلاه (۱۹۶۲)، سامورایی (۱۹۶۷)، ارتش سایه‌ها (۱۹۶۹) و دایره سرخ (۱۹۷۰) را بسازد. بازیگرانی چون آلن دلون، ژان پل بلموندو و لینو ونتورا پای ثابت چندتا از مهم‌ترین فیلم‌های او بودند. او تحت تأثیر سینمای آمریکا، به‌ویژه فیلم‌های گانگستری دهه‌های ۱۹۳۰ و ۱۹۴۰، از اشیای خاصی مانند اسلحه، کت‌های ترنچ و کلاه‌های فدورا در فیلم‌هایش استفاده می‌کرد. او این سبک منحصر به فرد خود را با عنوان «نوستالژیک» توصیف کرد اما در عین حال عده زیادی از مفسرین پرداخت‌های اگزیستانسیالیستیای نسبت به آن داشته‌اند.
در سال ۱۹۶۳ از او به عنوان یکی از هیئت داوران سیزدهمین جشنواره بین‌المللی فیلم برلین دعوت شد.

## زندگی شخصی
ملویل در سال ۱۹۵۲ با همسرش فلورانس ازدواج و تا زمان مرگش با او زندگی کرد. او به عنوان تهیه‌کننده در فیلم دو مرد در منهتن کار کرد. 

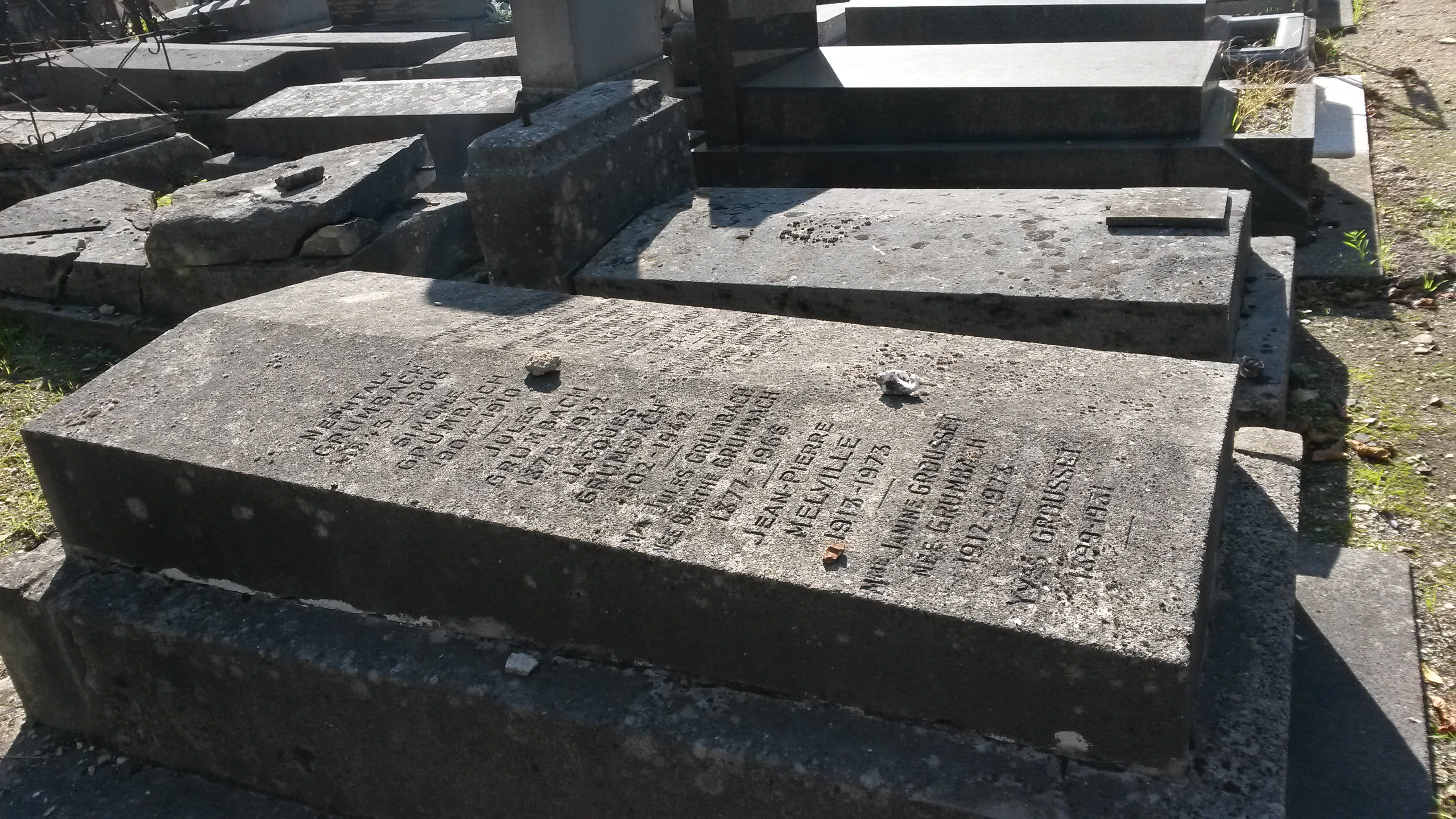
قبر ملویل در گورستانی واقع در حومه شهر پاریس

اگرچه ملویل دوستانی مانند گدار و ایو مونتان داشت که تقریباً همه نمادهای چپ بودند و در دهه ۳۰ خود را یک کمونیست می‌دانست، اما از نظر سیاسی خود را یک فردگرای افراطی و یک آنارشیست دست راستی می‌نامید و فعالانه در سیاست و در حوزه‌های دیگر خارج از فیلمسازی شرکت نداشت.
ملویل در ۲ اوت ۱۹۷۳ در حالی که با نویسنده فیلیپ لابرو در رستورانی در فرانسه درحال صرف ناهار بود به علت سکته قلبی درگذشت. در آن زمان ملویل مشغول نوشتن فیلم بعدی خود به نام Contre-enquête، یک فیلم هیجان انگیز جاسوسی برای تهیه‌کننده ژاک اریک اشتراوس و با بازی ایو مونتان در نقش اصلی بود. حدود ۲۰۰ پلان از فیلم نوشته شده بود اما هرگز وارد مرحله تکمیل فیلمنامه و تولید نشد.

## فیلم‌شناسی
- بیست و چهار ساعت از زندگی یک دلقک (۱۹۴۴)
- خاموشی دریا (۱۹۴۹)
- کودکان وحشتناک (۱۹۵۰)
- وقتی این نامه را بخوانی (۱۹۵۳)
- بوب قمارباز (۱۹۵۵)
- دو مرد در منهتن (۱۹۵۹)
- لئون مورن، کشیش (۱۹۶۱)
- کلاه (۱۹۶۲)
- ارشد خانواده فرشو (۱۹۶۳)
- نفس دوباره (۱۹۶۶)
- سامورایی (۱۹۶۷)
- ارتش سایه‌ها (۱۹۶۹)
- دایره سرخ (۱۹۷۰)
- یک پلیس (۱۹۷۲)

## برای مطالعهٔ بیشتر
- Jean-Pierre Melville - An American in Paris (2003) by Ginette Vincendeau (ISBN 0-85170-949-4) تحلیلی دقیق دربارهٔ آثار ملویل

- سینماگران جهان، علی اصغر شهیدی، مؤسسه انتشارات تلاش
- سینما به روایت ژان پیر ملویل، روی نوگی یرا، آرش آذرپور،انتشارات نظام الملک
- ژان پیر ملویل نوشته ژینت وینساندو، نشر شور آفرین